# Liste der Stolpersteine in Heidenau (Sachsen)

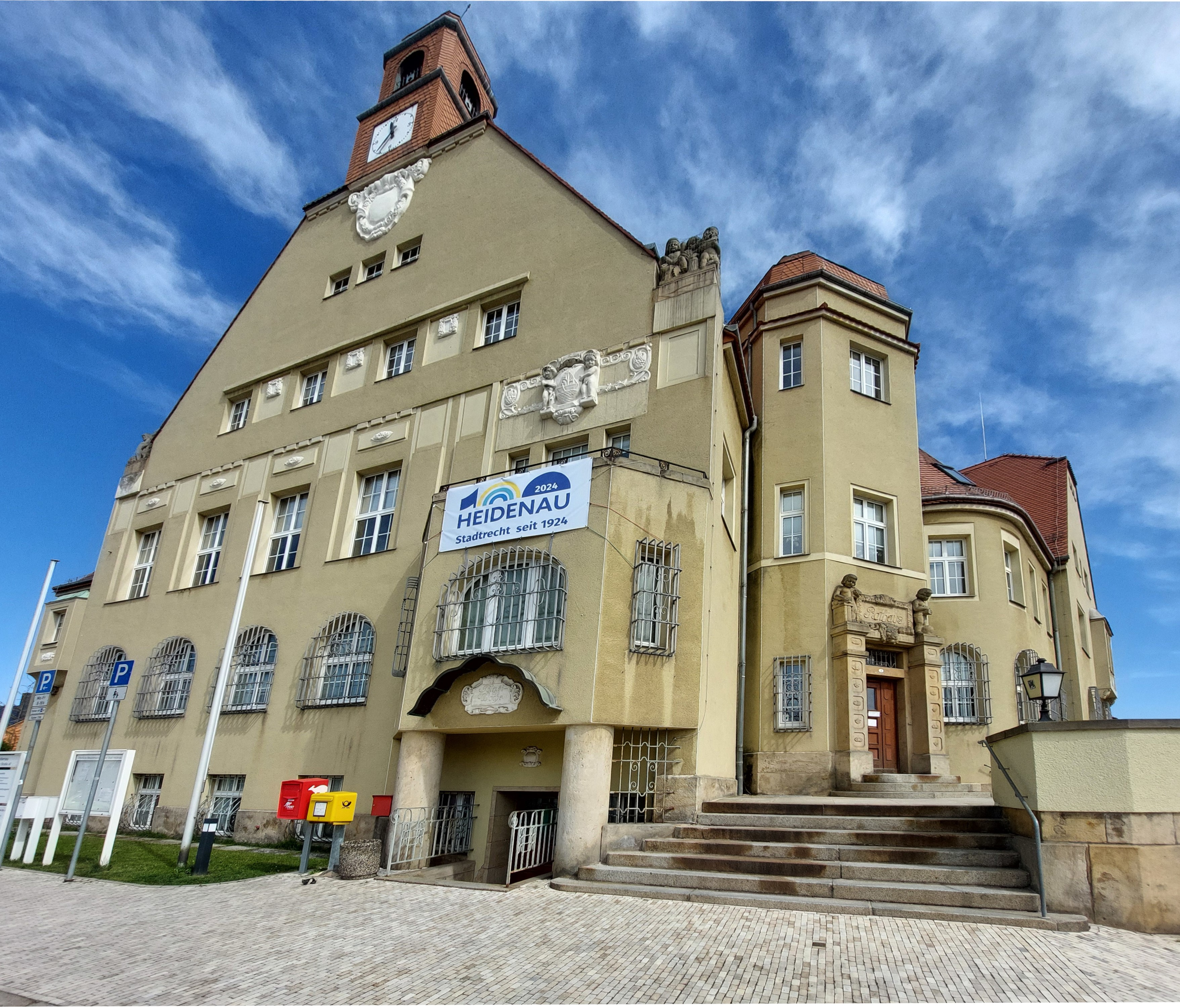
Stolperstein für Paul Gröger vor dem Rathaus

Die Liste der Stolpersteine in Heidenau (Sachsen) enthält sämtliche Stolpersteine, die im Rahmen des gleichnamigen Kunst-Projektes von Gunter Demnig in Heidenau verlegt wurden.

## Hintergrund
Mit diesen Gedenksteinen soll Opfern des Nationalsozialismus gedacht werden, die in Heidenau (Sachsen) lebten und wirkten. Den ersten Stolperstein verlegte Gunter Demnig am 24. August 2021 zur Erinnerung an Paul Gröger, der bis 1933 Bürgermeister von Heidenau war. Weitere vier Stolpersteine wurden am 19. Februar 2023 der Kaufmannsfamilie von Maximilian Reiner gewidmet. Auch diese Verlegung wurde von Gunter Demnig vorgenommen und von Schülern des Herder Gymnasiums Pirna vorbereitet.

## Liste der Stolpersteine in Heidenau (Sachsen)
Zusammengefasste Adressen zeigen an, dass mehrere Stolpersteine an einem Ort verlegt wurden. Die Tabelle ist teilweise sortierbar; die Grundsortierung erfolgt alphabetisch nach der Adresse. Die Spalte Person, Inschrift wird nach dem Namen der Person alphabetisch sortiert.
| Stolperstein | Standort                  | Verlegedatum  | Inschrift | Name, Leben |
| ------------ | ------------------------- | ------------- | --- | --- |
|              | Bahnhofstraße 10 (Lage)   | 19. Feb. 2023 | Hier arbeitete Maximilian Reiner Jg. 1877 'Schutzhaft' 1938 Gefängnis Dresden Deportiert 1944 Theresienstadt Befreit                                                 | Maximilian Reiner besaß bis zu seiner Verfolgung durch die Nationalsozialisten ein Kaufhaus in Heidenau. 1943 wurde er nach Theresienstadt verschleppt. Nach seiner Befreiung 1945 lebte er in Berlin und Heidenau, bis er 1947 in die USA emigrierte, wo er am 4. Februar 1949 starb. Weitere Stolpersteine wurden seiner Ehefrau Elsa, Sohn Horst und Tochter Käthe gewidmet. |
|              | Bahnhofstraße 10 (Lage)   | 19. Feb. 2023 | Hier arbeitete Elsa Emmy Reiner Geb. Rössler Jg. 1877 Ausgegrenzt / Drangsaliert Überlebt                                                                            | Maximilian Reiner besaß bis zu seiner Verfolgung durch die Nationalsozialisten ein Kaufhaus in Heidenau. 1943 wurde er nach Theresienstadt verschleppt. Nach seiner Befreiung 1945 lebte er in Berlin und Heidenau, bis er 1947 in die USA emigrierte, wo er am 4. Februar 1949 starb. Weitere Stolpersteine wurden seiner Ehefrau Elsa, Sohn Horst und Tochter Käthe gewidmet. |
|              | Bahnhofstraße 10 (Lage)   | 19. Feb. 2023 | Hier wohnte Horst Wilhelm Reiner Jg. 1907 Flucht 1938 Shanghai | Maximilian Reiner besaß bis zu seiner Verfolgung durch die Nationalsozialisten ein Kaufhaus in Heidenau. 1943 wurde er nach Theresienstadt verschleppt. Nach seiner Befreiung 1945 lebte er in Berlin und Heidenau, bis er 1947 in die USA emigrierte, wo er am 4. Februar 1949 starb. Weitere Stolpersteine wurden seiner Ehefrau Elsa, Sohn Horst und Tochter Käthe gewidmet. |
|              | Bahnhofstraße 10 (Lage)   | 19. Feb. 2023 | Hier wohnte Käthe Reiner Verh. Mickwausch Jg. 1909 Ausgegrenzt / Drangsaliert Überlebt                                                                               | Käthe Mickwausch-Reiner war als Gebrauchsgrafikerin tätig. |
|              | Dresdner Straße 47 (Lage) | 24. Aug. 2021 | Hier arbeitete Paul Gröger Jg. 1873 Im Widerstand / SPD Verhaftet 19.6.1933 'Befehlsverweigerung' Von SA misshandelt Entlassen 12.7.1933 Flucht in den Tod 27.8.1933 | |